# Świadkowie Jehowy w Burundi
Świadkowie Jehowy w Burundi – społeczność wyznaniowa w Burundi, należąca do ogólnoświatowej wspólnoty Świadków Jehowy, licząca w 2023 roku 18 129 głosicieli, należących do 374 zborów. Na dorocznej uroczystości Wieczerzy Pańskiej w 2023 roku zgromadziło się 65 540 osób. Działalność miejscowych głosicieli koordynuje Biuro Oddziału w Bujumburze, gdzie znajduje się również Sala Zgromadzeń.

## Historia

### Początki
W 1963 roku do Burundi skierowano dwóch Świadków Jehowy z Rodezji Północnej (obecna Zambia). Rok później do Burundi przybyło czterech misjonarzy z Biblijnej Szkoły Strażnicy Gilead, którzy prowadzili działalność zaledwie przez kilka miesięcy, gdyż władze nakazały im opuścić kraj. Jeden z nich podtrzymywał kontakt listowny z zainteresowanym i dowiedział się, że studiuje on Biblię z 26 osobami. Działalność kaznodziejską pilnie kontynuował też Świadek Jehowy z Tanzanii, który przeniósł się do Burundi.

### Brutalne prześladowania
W lipcu 1972 roku czterech Świadków Jehowy uwięziono za przekonania religijne, a następnie zamordowano. Działalność prowadziło dalej 51 głosicieli.
W 1975 roku Świadkowie Jehowy wnieśli prośbę o legalizację działalności, jednakże w marcu 1977 działalność Świadków Jehowy obłożono oficjalnym zakazem. Współwyznawcy z całego świata nie szczędzili starań, by wyjaśnić tę sprawę członkom gabinetu prezydenta Jean-Baptiste'a Bagazy, ale listy i wizyty w ambasadzie Burundi we Francji i w Belgii oraz spotkania z przedstawicielami rządu nie dały rezultatu. 16 lutego 1989 roku prezydent Republiki Burundi, Pierre Buyoya, odbył konferencję z gubernatorami prowincji. W wyniku tego spotkania wybuchły zaciekłe prześladowania religijne wymierzone przeciw Świadkom Jehowy; objęły one swym zasięgiem znaczne obszary kraju. Wkrótce na mężczyzn, kobiety, a nawet na dzieci posypały się niesłuszne aresztowania, którym towarzyszyło bicie, głodzenie, tortury. Czytelnicy „Strażnicy” z należnym władzom szacunkiem pisali apele bezpośrednio do prezydenta Buyoyi, apelując o powstrzymanie prześladowań religijnych i o zalegalizowanie działalności Świadków Jehowy. W 1990 roku kierowano dalsze apele do prezydenta Burundi o zaprzestanie prześladowań tego wyznania.

### Rejestracja prawna
W 1993 roku zalegalizowano działalność Świadków Jehowy w Burundi. W roku 1999, dzięki międzynarodowej pomocy, w kraju postawiono w ciągu zaledwie kilku miesięcy 11 Sal Królestwa. W mieście Gitega Sala Królestwa była pierwszym budynkiem wzniesionym na pewnym wzgórzu. Zgodnie z tamtejszym zwyczajem mieszkańcy tej okolicy nazywają je teraz Górą Jehowy. 8 września Państwowe Biuro do spraw Alfabetyzacji Dorosłych (wydział Ministerstwa Edukacji) nagrodziło 4 zaangażowanych wolontariuszy szkolenia zorganizowanego przez Świadków Jehowy, za „wielki trud włożony w zwalczanie analfabetyzmu”. 75% uczestników szkoleń stanowiły dorosłe kobiety, grupa zazwyczaj wzbraniająca się od udziału w takich programach.
W lipcu 1994 roku Świadkowie Jehowy z Belgii, Francji i Szwajcarii zorganizowali pomoc humanitarną dla Świadków Jehowy w Burundi i w Rwandzie.
W roku 2000 liczba Świadków Jehowy w Burundi wynosiła 4698 osób (0,07% ludności). 25 listopada 2006 roku oddano do użytku Biura Oddziału w Bujumburze, a uroczystości przewodził członek Ciała Kierowniczego Guy H. Pierce. W biurze tym podjęto tłumaczenie literatury biblijnej na język rundi. W 2007 roku wydano Chrześcijańskie Pisma Greckie w Przekładzie Nowego Świata (Nowy Testament) w języku rundi (całe Pismo Święte wydano w 2013 roku). Zanotowano też liczbę 7457 głosicieli w 128 zborach, a na uroczystości Wieczerzy Pańskiej zebrało się 37 471 osób. Rok później liczba Świadków Jehowy wynosiła 8233 osoby. Pod koniec 2009 roku do kraju dotarli kolejni misjonarze, absolwenci 127. klasy Szkoły Gilead. Dwa lata później przyjechała kolejna grupa misjonarzy – w 2015 roku w Burundi działało 14 misjonarzy. W roku 2009 zanotowano liczbę 10 552 głosicieli (0,1% ludności). Zorganizowano pomoc medyczną dla przebywających w obozach dla uchodźców. W 2010 roku liczba głosicieli wzrosła do 11 802, a w 2019 roku do 15 565.
5 marca 2016 roku Biuro Oddziału odwiedził przedstawiciel Biura Głównego Świadków Jehowy. Specjalny program był w całości transmitowany do zborów w całym kraju za pośrednictwem głównej państwowej stacji radiowej. Liczbę słuchaczy oszacowano na cztery miliony osób.
Zebrania zborowe odbywają się językach: rundi, amerykańskim języku migowym, burundyjskim języku migowym, francuskim, suahili i kongo-suahili, a kongresy regionalne w językach: rundi, amerykańskim języku migowym, francuskim i suahili.